# علی النونو
علی النونو (به انگلیسی: Ali Al-Nono) (زاده ۷ ژوئن ۱۹۸۰) بازیکن فوتبال کشور یمن است.